# Fugara
Fugara är en orgelstämma inom stråkstämmor som är 8´. Den tillhör kategorin labialstämmor. Fugara är svagare än violinprincipal, men liknar stämman. Fugara är vidare än salicional.